# M65 (パーカ)

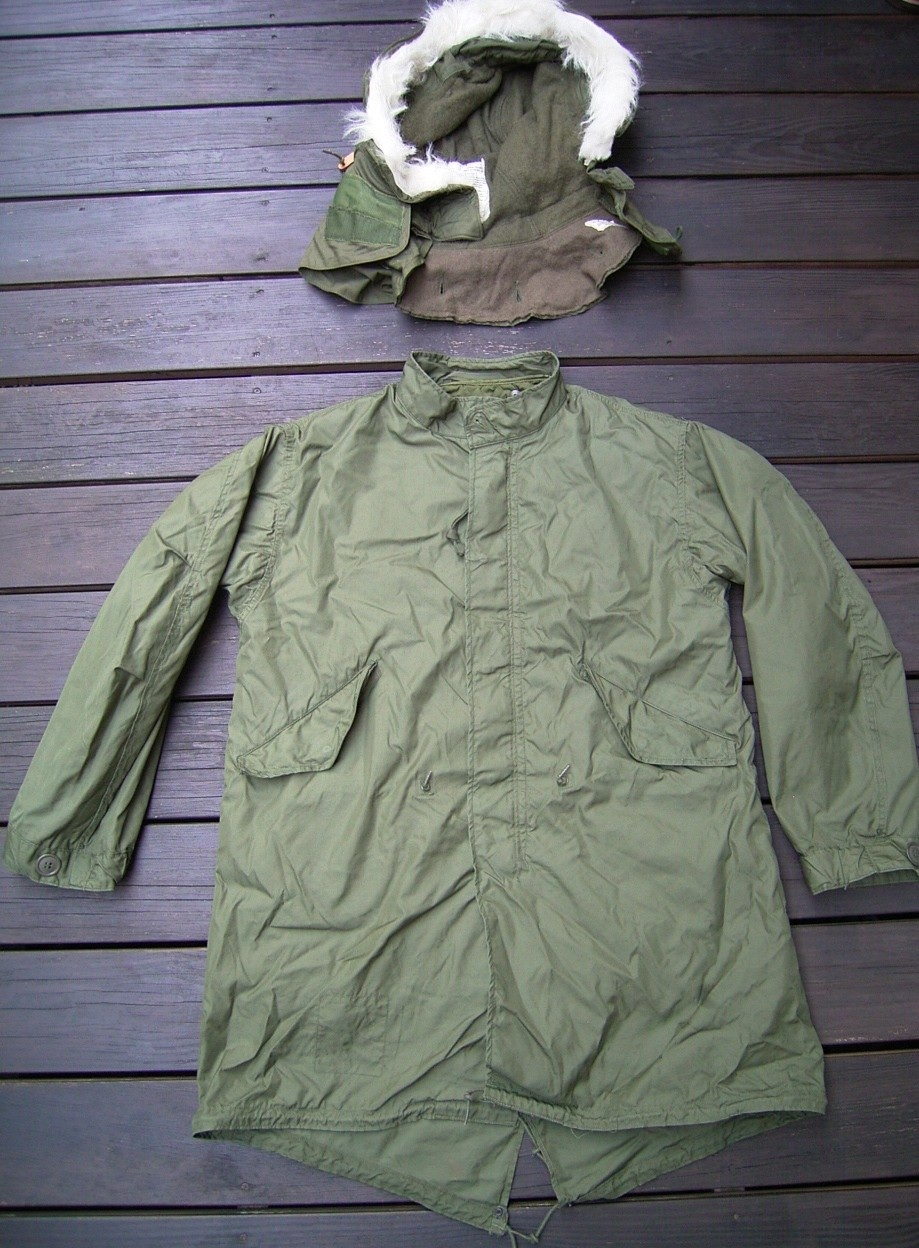
PARKA, MAN'S, M-65

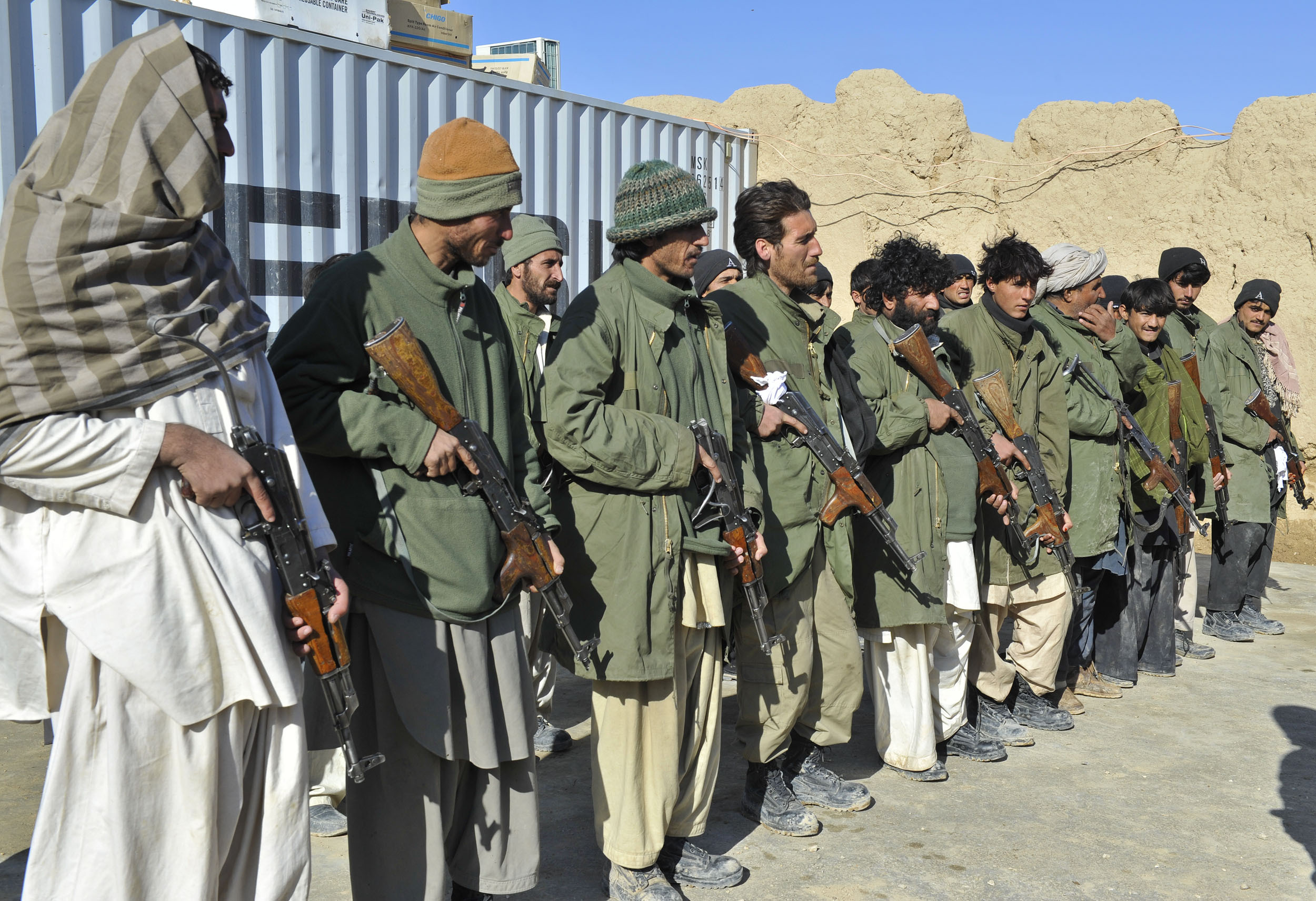
M65パーカを着用したアフガニスタン警察の志願者。フードは取り外されている。

M-65パーカ、M65フィッシュテールパーカとは、60年代後半からアメリカ地上軍に採用された、65年型極寒用野戦パーカを指す。M-65という名称から、M-65フィールドジャケットと混同されることが多いが全くの別物である。

## 呼称
米軍の当初の制式名称は、「PARKA, MAN'S, M-65」であったが、70年代に入ると「PARKA, EXTREME COLD WEATHER」と表記されるようになった。
フィッシュテールなどのデザインがM-51パーカと似ていることから、このM-65パーカも「モッズコート」と呼ばれることがあるが、60年代当時のイギリスでのモッズ達の着用は確認されていない（時代としてはほぼ同時期ではあるが、当時の最新型軍用衣料が市中に出回ったとは思えない）。

## M-51パーカとの比較
生地の素材、色などにM-51パーカから大きな変更はない。生地はオリーブグリーン（OG-107）色のコットンナイロンオックスフォード織、フラップの付いた大型のハンドポケット、フィッシュテール型の裾など、基本的には前モデルのM-51パーカを引き継ぐ形ではあったが、以下の点で大きく異なる。
- M-51パーカでは縫い付けであったフードが脱着式に変更された。
- 肩のショルダーループが省略された。
- 裾のドローコードがコットンからエラスティック（ゴム）に変更された。
- フロントのスナップボタン（ドットボタン）の数の減

また、ステッチの簡略化や補強にナイロンテープが多用されるなど細部にいくつかの違いが見られる。
フードのファーは、初期にはM-51パーカと同様の獣毛を使用したモデル、ラベルによると「HOOD, WINTER, W/FUR RUFF」と、白色のシンサティック（化繊）を使用したモデル、ラベルによると「HOOD, WINTER, W/SYNTHETIC FUR RUFF」の2種類が確認されている。
フードは、パーカ本体にボタン留めされ、正面はベルクロテープ（パイルアンドフックファスナー）にて閉じられる仕様となっている。ファートリミングに沿って銅の金属線が縫い込まれフードの開口部の形の保持ができる。
また、フードがM1ヘルメットの上から被れるように非常に大きい造りとなっている。

## 軍事目的以外での使用
70年代の映画「さらば青春の光」以降、モッズパーカとして着用されてきた。
2014年頃に、4人組バンドグループSEKAI NO OWARIが楽曲Dragon Nightのステージ衣裳として着用したことで話題になった。